# Marie van Walcheren
Marie van Walcheren, pseudoniem van Martina Geertruida Sara Hoyer-van der Feen (Middelburg, 16 augustus 1850 - Den Haag, 25 februari 1929), was een Nederlands schrijfster en vertaalster. Zij schreef onder dit pseudoniem sinds 1874, vanaf 1886 als M.G.S. Hoyer, maar ook onder haar meisjesnaam publiceerde ze.

## Leven
Marie van Walcheren werd geboren in een doktersgezin in Middelburg (vandaar haar pseudoniem). Door de vroege dood van haar vader ging zij pas laat naar school. In de jaren 1865-1868 volgde zij een opleiding in een internaat in huize Stadwijk bij Voorschoten. Daarna begon zij te schrijven en verscheen in 1874 haar eerste boek. Op een verzoek in 1878 om mee te werken aan de Bibliotheek van Nederlandsche Schrijfsters, onder redactie van Jacoba van Westhrheene, ging zij niet in.
Zij trouwde op 1 juli 1886 met Herman H.Th. Hoyer, kassier in Dordrecht en weduwnaar met kinderen. Met hem kreeg zij nog een zoon (*1887) en een dochter. In 1903 deed haar man zijn kantoorzaak over aan zijn zoon, waarna zij in Den Haag gingen wonen. In 1912 kwam zij in het nieuws, toen zij zich roerde in een conflict binnen de Haagse Remonstrantse Gemeente over de benoemingsprocedure van nieuwe predikanten. Zij overleed in 1929, acht jaar na haar man, en werd op de Algemene Begraafplaats aan de Kerkhoflaan in Den Haag begraven.
Erkenning als schrijfster kreeg zij ook door het lidmaatschap van de Maatschappij der Nederlandse Letterkunde in 1895 en van het Zeeuwsch Genootschap der Wetenschappen in 1897.
De schrijver F. de Sinclair, pseudoniem van August Herman van der Feen (1873-1953), is familie van haar.

## Werk
In 1874 verscheen haar eerste boek, de novelle Penserosa, waarmee zij meteen veel bekendheid verwierf en dat in 1895 een zesde druk beleefde. Daarna volgden onder andere in 1876 Van kind tot vrouw (7de druk in 1913) en in 1890 Zijn zuster (5de druk in 1899). Belangrijker vond zijzelf haar vertaling van Aurora Leigh van Elisabeth Barrett-Browning, die in 1885 verscheen en na een bewerking opnieuw in 1901. Daarnaast publiceerde zij bijdragen in diverse tijdschriften.